# Venire contra factum proprium
Venire contra factum proprium (lat. für „Zuwiderhandlung gegen das eigene frühere Verhalten“, vereinfacht: widersprüchliches Verhalten, Selbstwiderspruch) bezeichnet im deutschen Schuldrecht einen Fall des Verstoßes gegen den Grundsatz von Treu und Glauben, welcher sich wiederum aus der Generalklausel des § 242 Bürgerliches Gesetzbuch (BGB) ergibt.

## Geschichte
Das als Einrede gebräuchliche Rechtsprinzip wurde „als selbständig formuliertes, universelles Prinzip“ erstmals beim Glossator Azo um das Jahr 1200 in dessen Brocardica aurea behandelt und dort als Verbot vom Selbstwiderspruch formuliert. Bereits die römischen Juristen aber hatten verschiedene eigene Ansätze vorformuliert. Ein systematischer Zusammenhang fehlte dort noch, besprochene Fälle wurden einzelfallbezogen behandelt. Als Belege zog Azo Fundstellen aus dem Decretum Gratiani heran, wenn es beispielsweise um Verbotsanordnungen ging, die sich an Geistliche in Ansehung der Aneignung von Kirchengut richteten. Auch wurde in den Digesten gesucht. Dort waren beispielsweise Paulus und Scaevola mit ihren Einreden zu diversen vertraglichen Bindungswirkungen wiedergegeben. Azo differenzierte zwischen rechtmäßigem und rechtswidrigem Erstverhalten. War das Erstverhalten rechtswidrig, war ein zu ihm im Widerspruch stehendes Zweitverhalten erlaubt.

## Inhalt
Grundsätzlich lässt die Rechtsordnung widersprüchliches Verhalten zu. Den Parteien bleibt es unbenommen, wenn sie im Rahmen eingegangener Schuldverhältnisse ihre Rechtsansichten ändern und sich gar auf die Nichtigkeit ihrer eigenen abgegebenen Erklärung berufen. Etwas anderes gilt aber dann, wenn die ursprünglichen Erklärungen beim anderen Teil einen Vertrauenstatbestand geschaffen haben, der Erklärungsempfänger also auf die Erklärung vertraute oder vertrauen durfte, oder wenn besondere Umstände die planwidrige Rechtsausübung als treuwidrig erscheinen lassen. Gemäß dem Rechtsgrundsatz venire contra factum proprium liegt in diesen Fällen eine unzulässige Rechtsausübung vor, weil das widersprüchliche Verhalten dann rechtsmissbräuchlich ist. Nimmt der andere Teil vermögenswirksame Dispositionen im Vertrauen auf die Erfüllung eines Vertrages vor, oder wird eine rechtliche Regelung vom Leistenden eine längere Zeit in einem bestimmten Sinn ausgelegt und kehrt der sich dann mangels Bindungswillens von dieser Festlegung ab, so wird sein Vertrauen regelmäßig schutzwürdig sein. Auf ein Verschulden stellt der BGH in diesem Zusammenhang nicht ab. Dieser Einwand wird im Wettbewerbsrecht als Einwand der unclean hands bezeichnet.
Spezialfall des venire contra factum proprium ist die Verwirkung. Der Berechtigte kann ein Recht dann nicht geltend machen, wenn er es über eine längere Zeit nicht geltend gemacht hat und der Verpflichtete sich aufgrund des Gesamtverhaltens des Berechtigten auf die zukünftige Nichtgeltendmachung eingerichtet hat beziehungsweise darauf einrichten durfte. Auch in dieser Konstellation liegt eine unzulässige Rechtsausübung aufgrund „widersprüchlichen Verhaltens“ vor, in diesem Fall aufgrund von Untätigkeit. Dabei wird von „selbstwidersprüchlichem Handeln“ gesprochen.

## Anwendungsfälle
Hat der Berechtigte beispielsweise den anderen Beteiligten ausdrücklich davon abgehalten, die erforderliche Form des Geschäfts einzuhalten, so kann es einen Rechtsmissbrauch darstellen, wenn er sich gleichwohl später auf die Formunwirksamkeit beruft.
Ebenso kann es rechtsmissbräuchlich sein, wenn der Ehemann, der einer künstlichen Befruchtung seiner Ehefrau mit Spendersperma, also einer heterologen Insemination zugestimmt hat, sich später der Unterhaltspflicht unter Berufung auf die fehlende (biologische) Vaterschaft entziehen will.
Ein weiterer Anwendungsbereich ist die Haftungsfreistellung des Schädigers bei besonders gefährlichen Sportarten wie dem Boxen: es würde dem Grundsatz von Treu und Glauben widersprechen, wenn der nach dem Kampf Verletzte (und damit Geschädigte) – der sich mit der Teilnahme am Kampf willentlich dem Risiko einer Verletzung ausgesetzt hat – versucht, Schadensersatz zu verlangen. Das treuwidrige Verhalten liegt darin, dass er die Eigengefährdung bewusst in Kauf genommen hat und er selbst jederzeit in die Lage des Schädigers hätte kommen können, ohne gewollt zu haben, dafür in Anspruch genommen zu werden. Ein analoger Haftungsausschluss auf der Grundlage von venire contra factum proprium gilt bei sportlichen Kampfspielen nicht nur bei Schäden aufgrund von regelgerechtem Verhalten des Gegners, sondern auch für leichte Regelverstöße, die aus sportarttypischen Fehleinschätzungen herrühren. Von besonderer Bedeutung ist der Grundsatz bei konkludentem Handeln, denn bei einer Einwilligung ergibt sich die Haftungsfreistellung bereits aus dem Grundsatz volenti non fit iniuria, der auch im Strafrecht Anwendung findet.
Im Bereich des Arbeitsrechts kann sich ein Unternehmen nicht darauf berufen, dass Arbeitnehmerüberlassung vorlag, wenn Ver- und Entleiher gemeinsam versucht hatten, die tatsächliche Eingliederung eines Arbeitnehmers in den Betrieb des Entleihers durch einen Schein-Werkvertrag zu verschleiern. Das gilt auch, wenn der Entleiher im Besitz der Erlaubnis nach Arbeitnehmerüberlassungsgesetz ist.

## Völkerrecht
Das Venire contra factum proprium hat auch im Völkerrecht Bedeutung und wird dort zumeist als Estoppel bezeichnet. Demnach darf ein Staat von seiner bisherigen Praxis nicht zum Nachteil eines anderen Staates abweichen, der berechtigt auf die frühere Erklärung oder Staatenpraxis des anderen vertraut hat.